# Dominica
La Dominica (pronuncia Dominìca, /domiˈnika/), ufficialmente Commonwealth della Dominica (in inglese Commonwealth of Dominica), è uno Stato insulare del Mar dei Caraibi, Repubblica parlamentare all'interno del Commonwealth, la cui capitale è la città di Roseau. Appartenente all'arcipelago delle Piccole Antille, l'isola è situata a metà strada tra le isole della Guadalupa e quelle della Martinica. Contrariamente ad altre ex colonie della regione, la Dominica non è mai stata un reame del Commonwealth, con il monarca britannico come capo di Stato: divenne infatti una repubblica al momento dell'indipendenza.
L'isola, in origine, era abitata dagli indigeni Kalinago (Caribe) e fu in seguito colonizzata dagli europei, essenzialmente dai francesi, che la possedettero dal 1690 al 1763. Cristoforo Colombo affermò di aver oltrepassato l'isola la domenica del 3 novembre 1493, da cui il nome Dominica. L'Impero britannico prese possesso dell'isola nel 1763, dopo la guerra dei sette anni, e vi sostituì gradualmente l'inglese come lingua ufficiale. L'isola ottenne poi l'indipendenza dal Regno Unito nel 1978. Non va confusa con la Repubblica Dominicana, altro Paese caraibico.

## Storia
La Dominica fu l'ultima isola caraibica a essere colonizzata dagli europei a causa della fiera resistenza dei nativi caribi. Possedimento francese, nel 1763 fu ceduta ai britannici al termine della guerra dei sette anni, ma i francesi cercarono di ritornare in possesso dell'isola e la riconquistarono temporaneamente per due volte: nel 1778 durante la guerra d'America e nel 1805 durante le guerre napoleoniche. Nel 1805 Gran Bretagna la trasformò in una colonia.
Nel 1871 la Dominica fu aggregata alle Isole Sottovento Britanniche, mentre nel 1940 fu unita alle Isole Sopravento Britanniche; quindi, dal 1958 al 1962, fu una provincia delle Federazione delle Indie Occidentali. Raggiunse l'indipendenza il 3 novembre 1978, con la contestuale proclamazione della repubblica. Nel 1980, la situazione del paese migliorò quando le autorità, corrotte e dispotiche, furono sostituite dal governo guidato da Mary Eugenia Charles, la prima donna a diventare primo ministro nei Caraibi e che rimase tale per 15 anni.

## Geografia

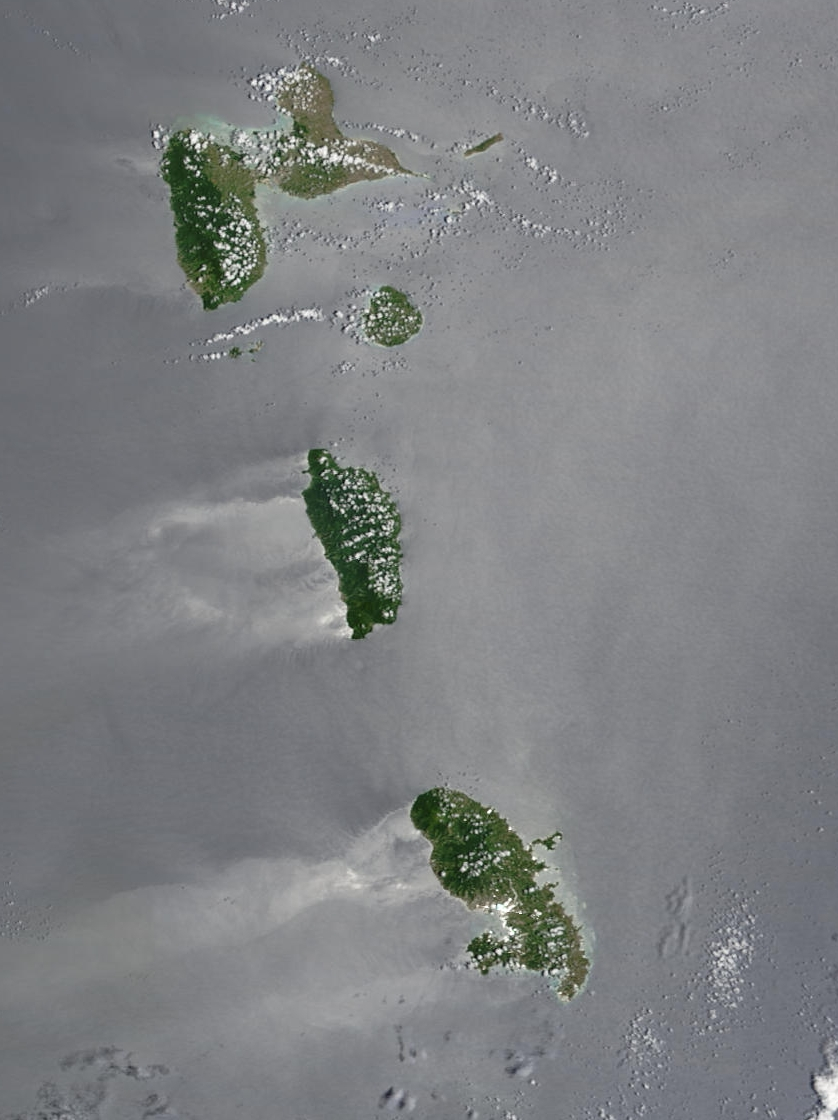
La Dominica è un'isola dei Caraibi orientali, situata a circa metà strada tra le isole e dipartimenti d'oltremare francesi della Guadalupa (a nord) e della Martinica (a sud)

La Dominica è un'isola nazione situata nel mar dei Caraibi ed è l'isola più meridionale delle isole Sopravento Settentrionali (sebbene talune volte la si è considerata come la più settentrionale delle isole Sopravento Meridionali). L'estensione del Paese si aggira intorno ai 750 km2. Nota come "l'isola della natura", è in buona parte coperta da lussureggianti foreste pluviali e ospita quello che secondo alcuni è il secondo lago di vapore del mondo in ampiezza. La Dominica ha inoltre numerose cascate, sorgenti e fiumi (ben 365). L'area di Calibishie, nel Nordest dell'isola, è invece caratterizzata da spiagge sabbiose. Animali e piante credute estinte sulle isole limitrofe possono essere ancora rinvenuti nelle foreste della Dominica. Numerose sono infine le aree protette, tra cui spiccano il Parco nazionale di Cabrits nonché il Parco nazionale Morne Trois Pitons, costituito da un territorio caratterizzato da un forte vulcanesimo e ricoperto da una fitta foresta tropicale, valsogli il riconoscimento di patrimonio dell'umanità il 4 aprile 1995.
La Dominica intrattiene una disputa territoriale di lunga data con il Venezuela sulle acque di pertinenza dell'isola di Aves (in spagnolo Isla de Aves, tradotto in italiano come "isola degli uccelli"), un piccolo isolotto situato a circa 225 km a ovest dell'isola della Dominica.

### Idrografia
Uno dei fiumi più importanti è il Layou, che scorre nella parte occidentale dello Stato e sfocia nel mar dei Caraibi.

### Clima
La Dominica è particolarmente vulnerabile agli uragani, dal momento che è situata in quella che è definita come la regione degli uragani. Nel 1979 l'uragano David, uragano di categoria 4, colpì l'isola causando danni ingenti; il 17 agosto 2007 l'uragano Dean, in quel momento un uragano di categoria 1, investì l'isola, causando la morte di una madre e della sua figlioletta di sette anni, rimaste sepolte da una frana causata dalle pesanti piogge e che aveva colpito la loro casa. In un altro incidente due persone furono ferite quando un albero cadde sulla loro abitazione. Il primo ministro Roosevelt Skerrit stimò che dalle 100 alle 125 abitazioni furono danneggiate e che il settore agricolo era stato particolarmente colpito, specialmente la produzione di banane.

## Politica

### Politica interna
Il presidente è il capo dello Stato, mentre il potere esecutivo spetta a un gabinetto guidato dal primo ministro. Il parlamento unicamerale è composto dai 30 membri della Camera dell'assemblea di cui 21 sono direttamente eletti, mentre gli altri nove, i senatori, possono essere nominati dal presidente o dagli altri membri della Camera.

### Politica estera
La Dominica è un membro a pieno titolo della Comunità dei Caraibi (Caribbean Community, CARICOM).

## Economia
Il sistema economico dipende in larga parte dall'agricoltura, specialmente dalla coltivazione delle banane. Il 40% dei lavoratori del paese è impiegato nel settore agricolo, le esportazioni riguardano soprattutto prodotti della terra (banane, olio di alloro, succhi e arance). Vi sono alcune industrie (sapone, olio di noce di cocco, turismo, copra, mobili, cemento, calzature) che occupano il 32% della forza lavoro. Tuttavia, vi sono alti tassi di povertà (30%) e di disoccupazione (23%) e un basso PIL pro-capite (5400 $). L'intero sistema economico soffre duramente il crollo dei prezzi delle banane o i raccolti scarsi causati dalle cattive condizioni atmosferiche.
L'Unione europea ha eliminato gli accessi preferenziali al suo mercato, provocando una caduta della domanda di banane. Perciò, il governo ha deciso di privatizzare l'industria delle banane. Inoltre, si è deciso di diversificare l'economia e di alzare i prezzi tenuti sotto controllo in modo tale da risolvere il ritardo economico del paese. Vi sono inoltre progetti riguardanti la costruzione di una raffineria, si sta tentando di incoraggiare la crescita di un settore finanziario offshore e di sviluppare il turismo, in particolare l'ecoturismo.
La mancanza di un aeroporto internazionale e il fatto che le spiagge sono prevalentemente di sabbia nera scoraggiano il turismo vacanziero tradizionale, ma le foreste pluviali e i maestosi paesaggi dell'isola potrebbero affascinare coloro che sono interessati a esperienze ecoturistiche anticonvenzionali.
Dominica è considerato un paradiso fiscale. Il sistema fiscale italiano, col Decreto Ministeriale 04/05/1999, l'ha inserita tra gli Stati o Territori aventi un regime fiscale privilegiato, nella cosiddetta Lista nera, ponendo quindi limitazioni fiscali ai rapporti economico commerciali che si intrattengono tra le aziende italiane e i soggetti ubicati in tale territorio.

## Ordinamento dello Stato

### Suddivisioni amministrative
La Dominica è suddivisa in 10 parrocchie.
- Parrocchia di Saint Andrew
- Parrocchia di Saint David
- Parrocchia di Saint George
- Parrocchia di Saint John
- Parrocchia di Saint Joseph
- Parrocchia di Saint Luke
- Parrocchia di Saint Mark
- Parrocchia di Saint Patrick
- Parrocchia di Saint Paul
- Parrocchia di Saint Peter

## Istruzione

### Università
A Dominica sono presenti università.

## Società

### Demografia
La gran parte degli abitanti discende dagli schiavi africani deportati dai proprietari delle piantagioni nel XIX secolo. Tuttavia, la Dominica è l'unica isola dei Caraibi orientali a conservare una sparuta comunità di stirpe precolombiana (gli indigeni caribi), che vivono in una piccola porzione della costa orientale.
Il tasso di crescita della popolazione è molto basso, a causa dell'emigrazione verso isole caraibiche più ricche, verso il Regno Unito, gli Stati Uniti e il Canada.

### Lingue
L'inglese è la lingua ufficiale; ciononostante, per via della precedente colonizzazione francese, è parlata correntemente la lingua creola delle Antille, basata sul francese.

### Religione
- Cristiani 95%
  - Cattolici 61,4%
  - Chiesa cristiana avventista del settimo giorno 10%-12%
    - House of Yahweh
    - Avventisti

  - Metodisti
  - Battisti
  - Pentecostali
  - Luterani
  - Anglicani
- Rastafariani 1,5%
- Bahá'í 1,7%
- Non religiosi 3,5%
  - Atei
  - Agnostici 0,5%
- Buddisti 0,1%
- Induisti 0,1%
- Musulmani 0,1%
- Religione popolare cinese <0,1%

## Cultura

### Patrimoni dell'umanità
Il Parco nazionale Morne Trois Pitons è il primo sito della Dominica iscritto, nel 1997, nella Lista dei patrimoni dell'umanità dell'UNESCO.

### Musica
In ambito musicale ricordiamo Ardis Fagerholm, cantante dominicense ma naturalizzata svedese, il cui disco dell'album di debutto Love Addict, del 1994, è stato candidato ai premi Grammis.

### Cinematografia
L'isola Dominica è stata il luogo in cui si è svolta parte delle riprese della trilogia cinematografica Pirati dei Caraibi.

## Sport

### Calcio
La Nazionale di calcio della Dominica non ha mai partecipato a competizioni internazionali ed è una delle più deboli al mondo. La federazione calcistica dominicana si è affiliata alla FIFA solamente nel 1994.

### Giochi olimpici
La prima medaglia olimpica per Dominica venne conquistata dall'atleta Thea LaFond, medaglia d'oro alle Olimpiadi di Parigi 2024, nel salto triplo, con la distanza di 15.02 m.

## Ricorrenza nazionale
- 3 novembre: Independence Day: si celebra l'indipendenza dal Regno Unito, nel 1978.